# U-162号潜艇 (1918年)
陛下之162号潜艇是德意志帝国海军建造的一艘中型潜艇或称U艇。它由不来梅的伏尔铿船厂承建，于1918年4月20日下水，至同年7月31日交付使用。U-162号是在第一次世界大战期间服役的329艘德国潜艇之一，曾参加大西洋潜艇战。在其仅有的一次巡逻中，未能取得任何战功。战后，根据停战协议的要求，该艇于1918年11月20日移交法国正式投降，并以皮埃尔·马拉斯特号（法語：Pierre Marrast）之名在法国海军服役，直至1937年拆解报废。

## 设计
U-162号是由不来梅伏尔铿船厂承建的U-160至U-172号批次的三号艇。它沿袭了前一批次中型潜艇（U-105至U-114号）的设计，有较佳的机动性能；但在航速和续航里程方面略为下降，惟续排水量和潜航动力有所提升。U-162号的水上和水下排水量分别为821吨和1002吨。其全长71.55米；舷宽6.30米，当中的耐压壳体宽4.15米；有3.88米的吃水深度。艇只搭载有可在水上使用的两台猛狮六缸四冲程柴油发动机，总功率为2,400匹公制馬力（1,765千瓦特）；以及可在水下使用的西门子-舒克特双电动发电机，总功率为1,230匹公制馬力（905千瓦特））。这些发动机用以驱动双轴、每根轴各一个的直径1.70米长螺旋桨。它的潜航深度为50米。
U-162号在水上的最高速度达16.2節（30.0每小時），在水下的最高航速则为8.2節（15.2每小時）。它可以8節（15每小時）的速度在水上巡航8,500海里（15,700），或以5節（9.3每小時）的速度在水下巡航50海里（93）。该艇装备了六具直径为500毫米的鱼雷发射管，其中艇艏四具、艉部两具，并可合共携带至多16枚鱼雷；作为辅助武器的甲板炮则是一门105毫米45倍径速射炮。其标准船员编制为4名军官及32名水兵。

## 历史
U-162号是由德意志帝国海军作为Q项战时订单（Kriegsauftrag Q）的一部分，于1917年2月9日向不来梅的伏尔铿船厂订购。其艇体于1918年4月20日下水，至同年7月31日在首任暨唯一一任艇长、海军上尉卡尔-弗里德里希·冯·阿本德罗特的指挥下正式交付使用。完成海试后，U-162号被编入分驻埃姆登和博尔库姆的第四潜艇区舰队服役，并一直隶属于该部队直至战争结束。
由于交付时间较晚，U-162号仅在北大西洋东部的不列颠岛周边执行过一次作战巡逻，期间未能击沉或击伤任何船只。其自身也在战争中幸存了下来，没有被击沉。战后，根据对德停战协议的要求，U-162号于1918年11月20日移交法国正式投降，并以皮埃尔·马拉斯特号（Pierre Marrast）之名在法国海军服役，直至1937年1月27日才从海军序列中除籍，最终拆解报废。

## 脚注
1. ↑  Gröner 1991，第12-14頁.
2. 1 2  Helgason, Guðmundur. . German and Austrian U-boats of World War I - Kaiserliche Marine - Uboat.net.   [2015-03-16].
3. ↑  Helgason, Guðmundur. . German and Austrian U-boats of World War I - Kaiserliche Marine - Uboat.net.   [2022-01-20].
4. 1 2  Gröner 1991，第12–14頁.
5. 1 2  Helgason, Guðmundur. . German and Austrian U-boats of World War I - Kaiserliche Marine - Uboat.net.